# Rozvînivka, Horodnea
Rozvînivka (în ucraineană Розвинівка) este un sat în comuna Vîhvostiv din raionul Horodnea, regiunea Cernihiv, Ucraina.

## Demografie
Componența lingvistică a localității Rozvînivka
     Ucraineană (96,3%)
     Rusă (3,7%)
Conform recensământului din 2001, majoritatea populației localității Rozvînivka era vorbitoare de ucraineană (96,3%), existând în minoritate și vorbitori de rusă (3,7%).